# Atlético de la Sabana
Corporación Deportiva Atlético La Sabana – kolumbijski klub piłkarski z siedzibą w mieście Sincelejo.

## Historia
Klub założony został w 2006 roku pod nazwą Corporación Deportiva Córdoba Fútbol Club. Początkowo siedzibą klubu było miasto Montería, a mecze rozgrywane były na miejscowym stadionie Estadio Alberto Sabis Saker. Z powodów finansowych klub w 2008 roku przeniósł się do miasta Sincelejo, oraz zmienił nazwę na Corporación Deportiva Atlético La Sabana.